# Cody Rhodes
Cody Garrett Runnels Rhodes, geboren als Cody Runnels, (Marietta (Georgia), 30 juni 1985) is een Amerikaans professioneel worstelaar die sinds 2022 actief is in de World Wrestling Entertainment. Rhodes was reeds lid van de federatie tussen 2006 en 2016. In 2019 was hij mede verantwoordelijk voor de oprichting van All Elite Wrestling (AEW).
Rhodes is de jongste zoon van worstellegende Dusty Rhodes en werd bekend in de WWE tussen 2006 en 2016. Hij maakte in het bijzonder naam als tag teamworstelaar en was meermaals lid van een worstelgroep, daarvan is The Legacy aan de zijde van Randy Orton en Ted DiBiase Jr. meest gekend.
Rhodes debuteerde op 21-jarige leeftijd, werd meteen benaderd door WWE en werd aanvankelijk opgevoerd in hun toenmalige opleidingsprogramma Ohio Valley Wrestling (OVW), alwaar hij één jaar ervaring opdeed. Rhodes is een 6-voudig WWE World Tag Team Champion, waaronder twee keer met zijn echte halfbroer Goldust. Rhodes' solocarrière in WWE was minder succesvol, doch hij veroverde twee keer het WWE Intercontinental Championship. Behalve dit kampioenschap won hij geen individuele titel. Na tien jaar verruilde hij WWE voor New Japan Pro Wrestling (NJPW). In Azië was hij erg populair en bemachtigde het 'IWGP United States Championship'. Ook daagde hij Kazuchika Okada uit voor het 'IWGP World Heavyweight Championship', maar verloor. Rhodes was korte tijd aangesloten bij Total Nonstop Action Wrestling (TNA).
Op nieuwjaarsdag in 2019 stond hij samen met Shahid Khan, eigenaar van de Engelse voetbalclub Fulham F.C., The Young Bucks en vriend Kenny Omega aan de wieg van de nieuwe worstelorganisatie All Elite Wrestling (AEW). Rhodes was de co-oprichter en vicepresident, maar trad af en toe ook op als worstelaar. Rhodes is een 3-voudig AEW TNT Champion.

## Professioneel worstel-carrière (2006-)

### World Wrestling Entertainment (2006-2016)

#### Opleiding in Ohio Valley Wrestling (OVW) (2006-2007)
Rhodes begon zijn carrière bij World Wrestling Entertainment (WWE) in mei 2006. Hij werd doorgestuurd naar het opleidingsprogramma Ohio Valley Wrestling (OVW), naast Florida Championship Wrestling (FCW) een van de projecten die beloftevolle worstelaars de kans bood zich te ontwikkelen. Rhodes vormde een tag team met Shawn Spears (later bekend als Tye Dillinger).
Het duo provoceerde het tag-team Deuce 'n Domino (Deuce Shade & Dice Domino). Rhodes en Spears daagden hen uit tot een wedstrijd om het plaatselijke 'OVW Southern Tag Team Championship', hetwelke zij daadwerkelijk op hun naam schreven in oktober 2006. Spears werd echter (kayfabe) jaloers nadat Rhodes langzamerhand wat meer succes had gekregen als individuele worstelaar. Het team ging uit elkaar in de zomer van 2007. Rhodes stroomde door naar de populairste tv-shows van WWE, te weten Monday Night Raw en Friday Night SmackDown, terwijl Spears via een achterpoortje de federatie verliet.

#### Tag team met Hardcore Holly (2007-2008)
Hij vierde zijn officiële televisiedebuut op 2 juli 2007 in de wekelijkse show Monday Night Raw en gebruikte toen voor het eerst Cody Rhodes als ringnaam. Hij verscheen naast zijn vader Dusty, die een woordenwisseling had met Randy Orton. Orton, destijds bekend als "The Legend Killer", had het op Rhodes' vader gemunt. Een week later kwam het tot een wedstrijd tussen Cody en Orton tijdens Monday Night Raw, maar Cody verloor.
Vanaf augustus legde Rhodes de basis aan een samenwerking met Hardcore Holly, aanvankelijk als vijand. Hij verloor drie keer op rij van Holly, alvorens met hem in teamverband te werken. Toen ze twee achtereenvolgende kansen op het WWE World Tag Team Championship onbenut lieten tegen Paul London & The Brian Kendrick en Lance Cade & Trevor Murdoch respectievelijk, bekampte hij Holly een vierde maal. Rhodes slaagde er finaal in Holly te verslaan. Daarna kwamen de twee opnieuw samen.
Op 10 december 2007 wonnen Rhodes en Hardcore Holly het WWE World Tag Team Championship met een zege tegen Lance Cade en Trevor Murdoch. Hun wegen scheidden toen Rhodes zijn partner plots aanviel tijdens een wedstrijd tussen Holly en Ted DiBiase Jr. bij het evenement Vengeance: Night of Champions (2008). Rhodes was achter de rug van Holly gegaan door DiBiase aan de overwinning te helpen. Rhodes moest zijn titelriem, die hij vanaf dat ogenblik deelde met DiBiase en dus niet langer met Hardcore Holly, in de zomer van 2008 afstaan aan John Cena en Dave Batista.

#### The Legacy (2008-2010)

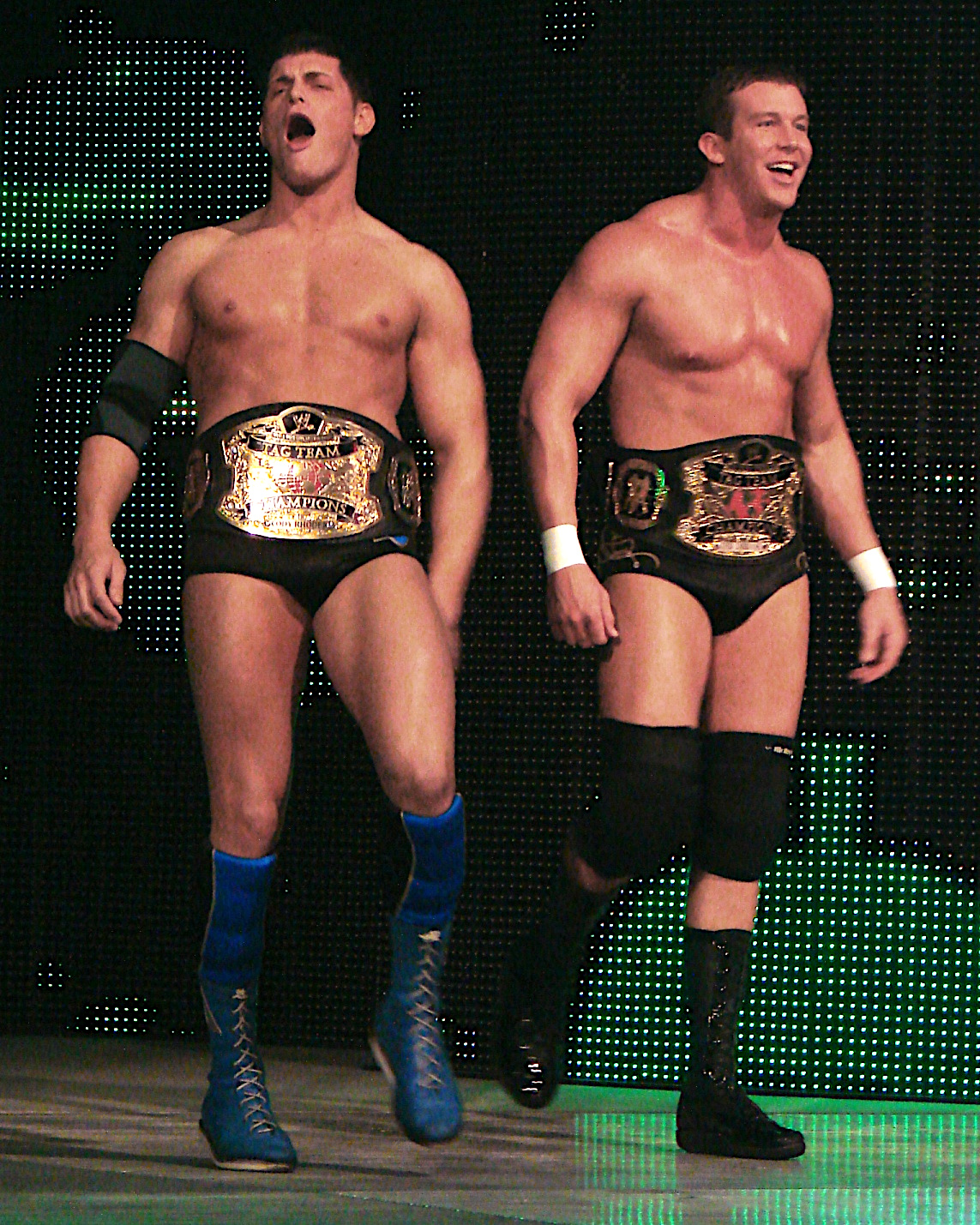
Rhodes (links) en Ted DiBiase als WWE World Tag Team Champions in 2008

Rhodes en DiBiase kregen versterking van Afa Anoa'i Jr. en stapten vanaf november 2008 in een verhaallijn met Randy Orton, waardoor Rhodes wederom oog in oog kwam te staan met Orton. Die laatste leverde voortdurend kritiek op Rhodes en DiBiase. Bij het evenement Survivor Series (2008) was Rhodes, samen met Orton, een 'overlever' in het team van Orton bij de traditionele eliminatie-wedstrijd. Rhodes, DiBiase en Anoa'i accepteerden Orton's voorstel tot een alliantie en het trio noemde zichzelf 'The Legacy'. Hij was voornamelijk een hulpje van Orton. Het team debuteerde met een overwinning tegen Batista en Hunter Hearst Helmsley (Triple H). Ook Sim Snuka (voorheen Deuce Shade) sloot zich bij de groep aan, maar zowel hij als Afa Anoa'i werden geweerd door Orton.
Vervolgens benaderden Anoa'i en Snuka de anderen om zich tegen Orton te keren, maar Rhodes weigerde. Als lid van 'The Legacy' nam Rhodes in januari 2009 deel aan de traditionele Royal Rumble en hielp Orton aan de overwinning. Rhodes werd op zijn beurt uitgeschakeld door Triple H. Samen met DiBiase raakte hij betrokken bij Orton's ruzie met de familie McMahon, onder wie Triple H. Die trouwde in het echte leven met Stephanie McMahon, dochter van eigenaar Vince McMahon. Dit had als gevolg dat Rhodes steeds prominenter in beeld kwam. In april won Orton het WWE Championship met dank aan Rhodes.
Rhodes liep in juni een nekblessure op. Twee maanden later keerde hij terug en bleven hij en DiBiase concurreren tegen Orton's rivalen, en dan vooral een razende Triple H. Het resulteerde in een geanticipeerde reünie van de worstelgroep D-Generation X (DX) met Shawn Michaels, die enorm populair was eind jaren '90. DX versloeg Rhodes en DiBiase bij het evenement SummerSlam (2009). Rhodes en DiBiase namen revanche bij de volgende pay-per-view, Breaking Point, maar in oktober werden ze opnieuw verslagen in een Hell in a Cell-wedstrijd bij het gelijknamige evenement. Triple H sloeg Rhodes met zijn voorhamer. Rhodes verliet de arena op een brancard.
De eerste spanning binnen 'The Legacy' was voelbaar tijdens de Royal Rumble in 2010, toen Rhodes probeerde zich te mengen in de wedstrijd van Orton voor het WWE Championship. Rhodes verstoorde de wedstrijd, met als resultaat een diskwalificatie voor Orton, die Rhodes en DiBiase aanviel. Later nam Orton het op tegen Sheamus, maar hij werd opnieuw gediskwalificeerd nadat Rhodes en DiBiase er zich mee hadden bemoeid. Tot slot werd Rhodes zelf aangevallen door DiBiase met een loden pijp. Het trio vocht onderling een duel uit bij WrestleMania XXVI, waarin Orton zijn voormalige partners versloeg.

#### "Dashing" Cody Rhodes (2010-2012)

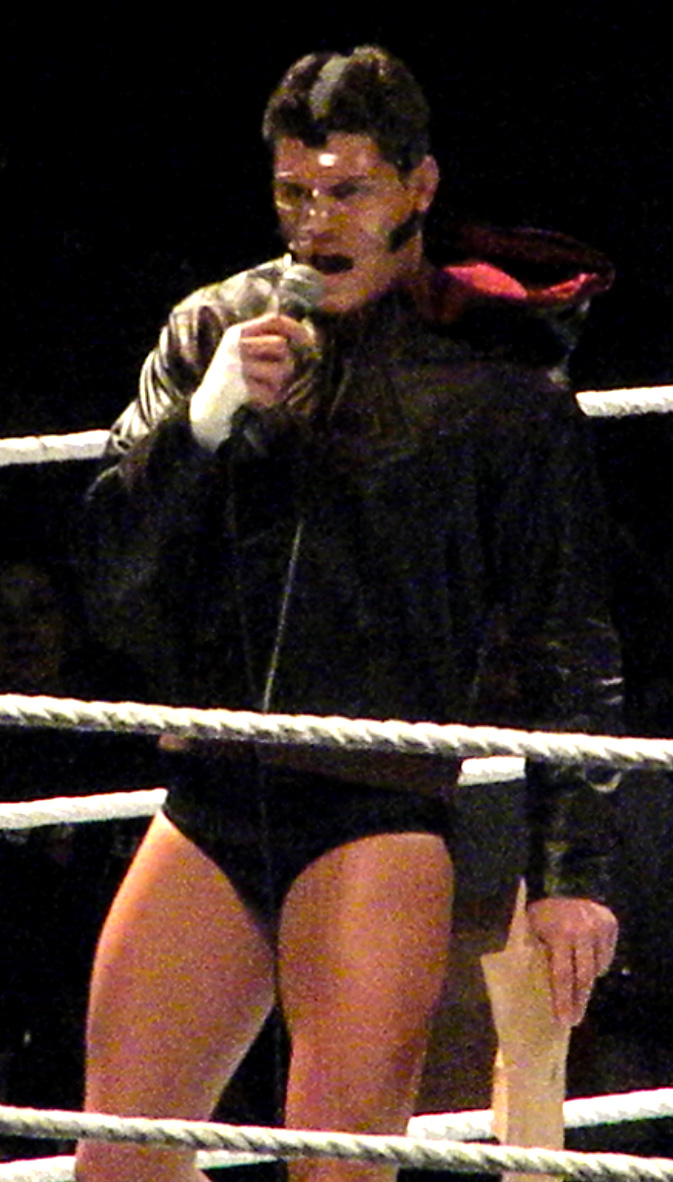
"Dashing" Cody Rhodes

Medio 2010 deed hij dienst als mentor van Bray Wyatt (Windham Rotunda), die destijds worstelde onder de ringnaam Husky Harris in het programma WWE NXT maar niet doorbrak met dit personage. Tegelijk onderging Rhodes' personage enkele opvallende wijzigingen. Hij werd narcistisch en meer zelfingenomen, beschouwde zichzelf als mooiste worstelaar in WWE en kwam dat wekelijks verkondigen. Rhodes was extreem beschermend over zijn gezicht en bijgevolg erg gevoelig voor ieder schrammetje. Thans noemde hij zichzelf "Dashing" Cody Rhodes (vrij vertaald: kranige of onstuimige Cody Rhodes). Tijdens deze periode won Rhodes met Drew McIntyre het WWE Tag Team Championship als "The Dashing Ones", maar ze stuitten op David Otunga en (opnieuw) John Cena.
Hoewel in feite onderdeel van zijn gimmick, brak hij op 21 januari 2011 werkelijk zijn neus in een duel met Rey Mysterio. Hij droeg voortaan een neusmasker, toepasselijk voor de rol die hij speelde. In augustus 2011 toonde Rhodes zich de sterkste na een duel met Ezekiel Jackson en veroverde het WWE Intercontinental Championship. Het herfstseizoen liet zich kenmerken door een nieuwe ruzie met Randy Orton. Twee maanden later, tijdens een van hun laatste confrontaties, verwijderde Orton op agressieve wijze Rhodes' neusmasker. Orton zou het masker uiteindelijk breken, waardoor Rhodes vanaf 14 november terug zonder masker optrad.
Rhodes verdedigde het Intercontinental Championship ettelijke keren tegen Orton, maar verloor de titelriem bij WrestleMania XXVIII (2012) aan The Big Show. Hij strandde op 236 dagen als kampioen. Rhodes heroverde het kampioenschap tegen The Big Show, op 7 mei 2012 tijdens een aflevering van Monday Night Raw, via count out. Een week later speelde hij de titel opnieuw kwijt. Deze keer was een wederoptredende Christian Cage de "gelukkige". Daarna was Rhodes niet meer in staat het kampioenschap terug te winnen.

#### Team Rhodes Scholars (2012-2013)
Onmiddellijk na het verliezen van het Intercontinental Championship sloot Rhodes zich aan bij Damien Sandow, die net als hij gestalte gaf aan een alwetend personage. Het duo beschreef zich als wijsgeren, althans hun onderneming had er alle schijn van. Ook had Rhodes voortaan een snor. Hun team kreeg de naam "Team Rhodes Scholars", en gedroeg zich alsof men aan hun universiteit moest studeren om schrander en diplomatiek te kunnen zijn. Rhodes en Sandow slaagden er niet in het WWE Tag Team Championship te bemachtigen, maar kregen hier wel de kans toe. Bij deze bewuste poging wonnen Rhodes en Sandow evenwel van Team Hell No (Daniel Bryan & Kane) bij het evenement Hell in a Cell (2012). Dat gebeurde echter via diskwalificatie, een regel die stelt dat een kampioenschap niet van houder(s) kan veranderen.
Tot januari 2013 verloren Rhodes en Sandow geregeld van 'Team Hell No'. Keer op keer ging het mis aangaande het WWE Tag Team Championship. Begin 2013 koppelden Rhodes en Sandow zich aan The Bella Twins, alvorens in de zomer met elkaar in de clinch te gaan. Toen Sandow zich in juli kroonde tot Mr. Money in the Bank, gooide Rhodes uit jaloezie de koffer met contract voor een wedstrijd om het World Heavyweight Championship in de Golf van Mexico. Hij smoorde tevens Sandow's poging in de kiem om het contract te gebruiken tegen Alberto Del Rio. Rhodes - zonder snor - won twee keer op rij van Sandow tijdens afleveringen van Friday Night SmackDown!.

#### The Brotherhood & "Stardust" (2013-2016)

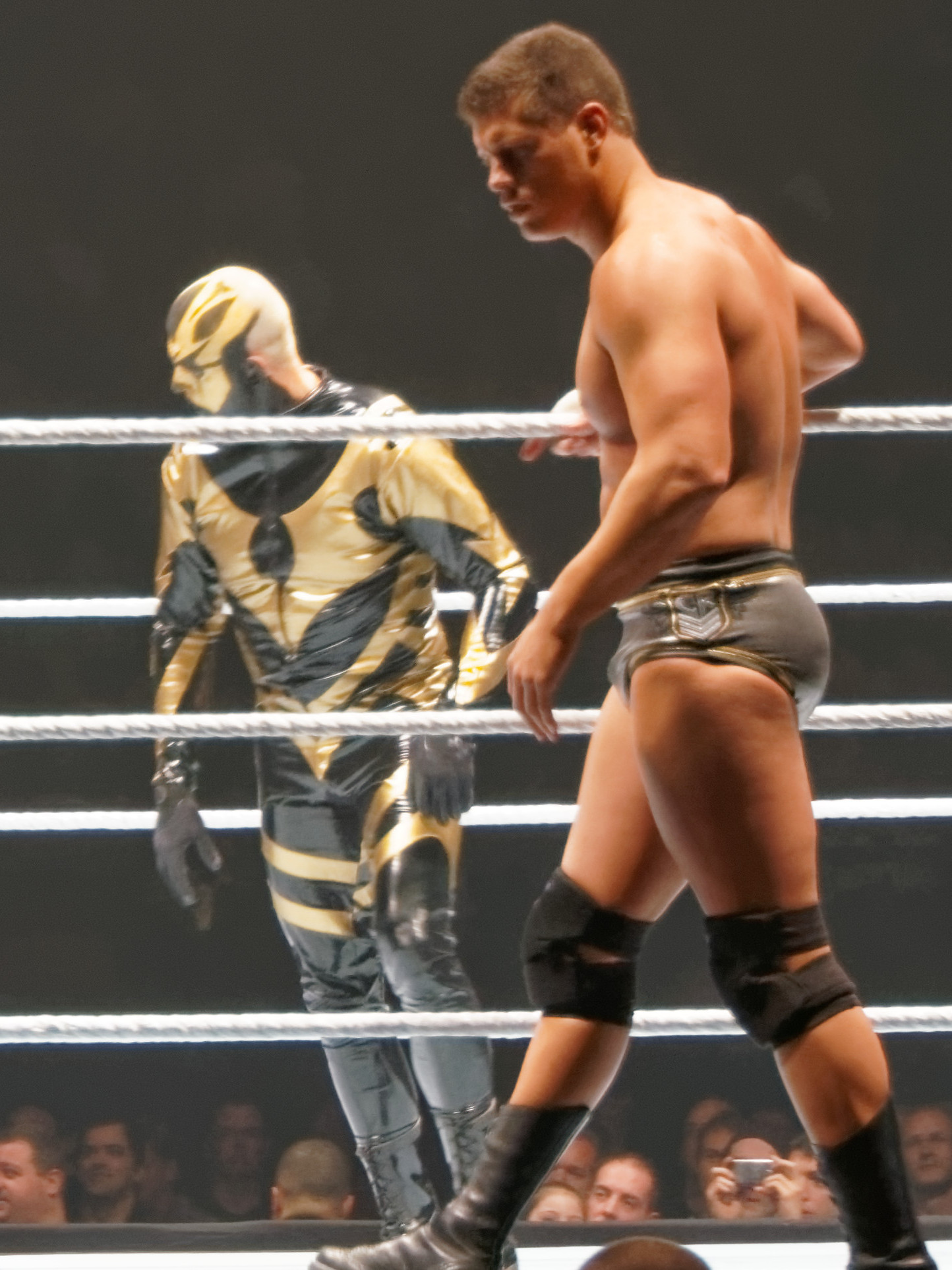
Cody Rhodes en Goldust in 2013

In het najaar van 2013 verenigde Rhodes zich met zijn halfbroer Dustin Rhodes, beter bekend onder de ringnaam Goldust. Aanvankelijk duelleerden de broers met de zeer populaire groep The Shield, meer bepaald Roman Reigns en Seth Rollins (zonder Dean Ambrose). De gebroeders Rhodes waren verantwoordelijk voor het beëindigen van de ongeslagen winstreeks van The Shield op televisie, die een aanvang nam in december 2012. Rhodes en Goldust versloegen The Shield (Rollins en Reigns) op 14 oktober 2013 tijdens een aflevering van Monday Night Raw en veroverden het WWE Tag Team Championship.
De broers stuitten in januari 2014 echter op The New Age Outlaws (Billy Gunn & Road Dogg). Ze behaalden hun tweede en laatste kampioenschap in september, bij het evenement Night of Champions (2014). Ze haalden hun gram tegen The Usos na enkele nederlagen. Hij introduceerde een psychedelisch alter ego, Stardust, vergelijkbaar met David Bowie's alter ego Ziggy Stardust en verklaarde "de kosmische sleutel te zullen bereiken in het galactische universum". Hij worstelde vanaf dan zijn wedstrijden gehuld in bodypainting. Het personage kon op weinig bijval rekenen en luidde voor Rhodes het begin van het einde in bij WWE. Het WWE Tag Team Championship ging verloren, want Rhodes' vroegere bondgenoot Sandow en The Miz legden de broers over de knie bij het evenement Survivor Series (2014). Niet veel later beëindigden de broers in februari 2015 gewelddadig hun samenwerking.
Rhodes' laatste maanden in WWE verliepen anoniem. Hij kwam niet verder dan verlies tegen John Cena en R-Truth, respectievelijk een wedstrijd om het WWE United States Championship en eerste ronde van het King of the Ring-toernooi. Enig lichtpuntje was een (weliswaar verloren) ladder match bij WrestleMania 31 met als inzet het Intercontinental Championship, die door sommige critici werd aanbevolen als beste wedstrijd van deze editie. Daniel Bryan won die wedstrijd. Hij verloor zelfs van een ongeschoolde worstelaar, te weten acteur Stephen Amell, bij het evenement SummerSlam (2015). Destijds was het een teken aan de wand dat WWE niet langer grootse plannen had met Rhodes, wat hij mettertijd in de gaten kreeg. Later speelde hij 7 afleveringen mee in de tv-serie Arrow als Derek Sampson, waarin Amell de hoofdrol vertolkt. Rhodes deed nog wel mee aan een nieuwe ladder match bij WrestleMania 32 (2016) als Stardust. Hij werd samen met vijf anderen verslagen door Zack Ryder, het grootste wapenfeit van Rhodes in 2016.

#### Ontslag
Hij diende in mei 2016 geënerveerd zijn ontslag in, waarmee de WWE uiteindelijk akkoord ging. Rhodes was niet te spreken over de manier waarop de regie en het creatieve team van WWE het personage Stardust ontplooide. Hij houdt Stephanie McMahon verantwoordelijk voor de neerwaartse spiraal waarin hij terechtkwam. Rhodes verliet de federatie met slaande deuren op 21 mei 2016. Later verklaarde Rhodes in een interview dat het karakter Stardust zijn carrière slecht heeft beïnvloed. Hij verklaarde ook dat zijn reputatie hierdoor werd beschadigd.

### Onafhankelijke circuit & NJPW (2016-heden)

#### New Japan Pro Wrestling (NJPW) (2016-2019)
Rhodes verzeilde in het zogenaamde onafhankelijke circuit, als lid van minder kapitaalkrachtige federaties. Hij werd opgevist door Ring of Honor (ROH) en werkte als freelancer. Hij was twee jaar actief in ROH, waar hij zijn eerste wereldtitel veroverde. Rhodes versloeg Christopher Daniels. Ook won hij het ROH Six Man Tag Team Championship als partner van het tag-team The Young Bucks.
Tussen 2016 en 2017 was Rhodes actief in Total Nonstop Action Wrestling (TNA), de tweede grootste worstelpromotie van de Verenigde Staten, maar dat was geen onverdeeld succes. Daarnaast reisde hij af naar Azië, waar hij een deal sloot met New Japan Pro Wrestling (NJPW). Rhodes raakte privé bevriend met Kenny Omega, met wie hij ook enkele wedstrijden afwerkte. Hij won het IWGP United States Championship en versloeg C.J. Parker, in Japan bekend als Juice Robinson.

## Prestaties

### Amateur worstelen
- Georgia State Tournament
  - Champion op 86 kg gewichtsklasse (2003, 2004)

### Professioneel worstelen
- All Elite Wrestling
  - AEW TNT Championship (3 keer)[5]
  - AEW TNT Championship Tournament (2020)
  - AEW Dynamite Award voor Best Moment on the Mic (2021) – accepteren van een Dog Collar match bij AEW Dynamite
- Alpha-1 Wrestling
  - A1 Tag Team Championship (1 keer) – met Ethan Page[5]
- Bullet Proof Wrestling
  - BPW Championship (1 keer)[5]
- CBS Sports
  - Promo of the Year (2019) – "Silver spoon" promo bij AEW Dynamite
  - Smack Talker of the Year (2019)
- Global Force Wrestling
  - GFW NEX*GEN Championship (1 keer)[5]
- National Wrestling Alliance
  - NWA World Heavyweight Championship (1 keer)[5]
- New Japan Pro Wrestling
  - IWGP United States Heavyweight Championship (1 keer)[5]
- Northeast Wrestling
  - NEW Heavyweight Championship (1 keer)[5]
- Ohio Valley Wrestling
  - OVW Heavyweight Championship (1 keer)[5]
  - OVW Television Championship (1 keer)[5]
  - OVW Southern Tag Team Championship (2 keer) – met Shawn Spears[5]
  - 4e OVW Triple Crown Champion
- Pro Wrestling Illustrated
  - Match of the Year (2019) – vs. Dustin Rhodes bij Double or Nothing
  - Most Improved Wrestler of the Year (2008)
  - Gerangschikt op nummer 7 van de top 500 singles worstelaars in de PWI 500 in 2020[6]
- Ring of Honor
  - ROH World Championship (1 keer)[5]
  - ROH World Six-Man Tag Team Championship (1 keer) – met The Young Bucks[5]
  - ROH Year-End Award (2 keer)
    - Wrestler of the Year (2017)[7]
    - Feud of the Year (2018) – vs. Kenny Omega[8]
- Sports Illustrated
  - Wrestler of the Year (2018)
- What Culture Pro Wrestling
  - WCPW Internet Championship (1 keer)
- World Wrestling Entertainment
  - WWE Intercontinental Championship (2 keer)[5]
  - WWE Tag Team Championship (3 keer) – met Drew McIntyre (1) en Goldust (2)[5]
  - World Tag Team Championship (3 keer) – met Hardcore Holly (1) en Ted DiBiase (2)[5]
  - WWE Tag Team Championship No. 1 Contender's Tournament (2012) – met Damien Sandow[9]
  - Slammy Award (2 keer)
    - Outstanding Achievement of Baby Oil Application (2010)[10]
    - Tag Team of the Year (2013) – met Goldust[11]
- Wrestling Observer Newsletter
  - Worst Gimmick (2015) als Stardust[12]

## Privé
Cody veranderde zijn familienaam in 2002, toen hij 17 jaar oud was. Rhodes' vader is Dusty Rhodes, die in 2007 toetrad tot de WWE Hall of Fame. Hij woonde samen met zijn halfbroer Dustin de plechtige ceremonie bij, waarna zijn vader een emotionele speech gaf. Hij sprak later dat zijn vader niet als belangrijkste mentor of coach fungeerde. Rhodes beweerde dat hij een grote carrière kon uitbouwen dankzij Al Snow en zelfs Randy Orton.
Hij studeerde aan Philadelphia State University, maar verliet deze omwille van zijn aspiraties als professioneel worstelaar. Voordat hij een worstelcarrière ambieerde, wilde Rhodes acteur worden. Hij volgde acteerlessen, maar besloot hier na enige tijd mee op te houden. Rhodes was gedecideerd en ging voluit voor een carrière als entertainmentworstelaar. Hij werd getraind door Al Snow en Bruno Sassi.
Rhodes is sinds 2013 gehuwd met Brandi Reed. Het stel ontmoette elkaar in WWE, waar Brandi actief was als worstelaar onder de ringnaam Eden Stiles.

## Trivia
- In de zomer van 2025 was Rhodes te zien in de bioscoopfilm The Naked Gun.